# 암남동
암남동(岩南洞)은 부산광역시 서구의 행정동이자 법정동이다.

## 개요
암남반도 남쪽에 자리잡고 있으며, 면적은 3.55km2, 인구는 약 15,000명 정도 된다. 천마산(324m) 남쪽 기슭에서 해변까지의 송도(松島)가 마을의 중심을 이루고 있다.

## 지명의 유래
아미동의 유래가 된 아미골의 남쪽이란 의미에서 붙여졌다.

## 관광지
부산의 대표적인 해수욕장 중 하나인 송도해수욕장이 암남동에 있으며, 최근에 송도 해상 케이블카가 개발되어 송도해수욕장에서 암남공원까지 
운행되고 있어 관광 산업이 크게 발달하고 있다. 암남공원은 송도 해상 케이블카의 종점으로 동민들의 편안한 휴식터가 되어준다.

## 교육환경
- 최근 송도해수욕장 인근에 주택가가 많이 발달된 것과는 상반되게 교육여건이 많이 좋지 않은 편이다. 암남동에는 고등학교와 중학교가 아예 없으며 초등학교만 3군데 있다.[1]

### 대학교
- 고신대학교 송도캠퍼스

### 초등학교
- 알로이시오초등학교
- 천마초등학교
- 송도초등학교

## 주거

### 아파트
암남동
- 서린건설 송도 서린엘마르 : 2016년 5월 입주.
- 현대건설 / 이진종합건설 힐스테이트 이진베이시티 : 2022년 5월 입주예정.

1. ↑  근처에 송도중학교가 있으나, 소재지는 남부민동이다.